# Национален отбор по футбол на Испания
Испанският национален отбор по футбол представя Испания в международните футболни състезания и срещи. Управлява се от Кралската испанска футболна федерация.
Испания е световен шампион от ЮАР 2010 г. и четвърта на световното първенство в Бразилия през 1950 г. Отборът е европейски шампион рекордните четири пъти – през 1964, 2008, 2012 и 2024 г. Младежкият национален отбор е олимпийски шампион от XXV летни олимпийски игри през 1992 г. в Барселона и световен първенец от първенството за младежи в Нигерия.

## История

### Ранни години
Испания прави своя международен футболен дебют на олимпийските игри през 1920 г. в Антверпен, печелейки сребърен медал. Изиграва своя първи домакински международен мач през 1921 г., побеждавайки Белгия с 2:0 в Билбао. Става първият небритански отбор, който побеждава Англия – в приятелска среща с 4:3, играна в Мадрид през 1929 г. Испания обаче не участва на първото Световно първенство през 1930 г. Четири години по-късно се класира за Световното първенство в Италия и стига до четвъртфиналите, където губи от домакините с 0:1 в преиграване, след 1:1 в първия мач. Испанската гражданска война и Втората световна война не позволяват на Испания да играе официален мач до 1950 г.

### Четвърта в света и Европейски шампион (1950 – 1966)
На Световното първенство в Бразилия през 1950 г. отборът достига до финалната четворка, състояща се от победителите от четирите групи. Другите класирали се отбора са Бразилия, Уругвай и Швеция. Испанците се задоволяват с четвъртото място след като постигат само една точка – след реми с Уругвай 2:2, тежка загуба от Бразилия с 1:6 и загуба от Швеция в решаващия мач за бронзовите медали с 1:3. Едва ли обаче и най-големите песимисти по това време в Испания предполагат, че оттук-нататък за да премине четвъртфиналите на световно първенство на отбора ще бъдат необходими 60 години.
След относителния успех в Бразилия, въпреки тоталното надмощие на Реал Мадрид на клубно ниво през втората половина на 50-те години националният отбор попада в период на криза, като пропуска световните първенства в Швейцария’54 и Швеция’58. В осминафиналите на първото европейско първенство от 1958 – 60 г. стига до четвъртфиналите след като побеждава Полша с 4:2 и 3:0. След отказ да играе в Москва срещу СССР обаче, заради личната забрана на диктатора Франсиско Франко националният отбор да пътува до съветската столица, Испания е дисквалифицирана от състезанието.
През 1962 г. под ръководството на френско-аржентинския треньор Еленио Ерера, Испания участва на световното първенство в Чили, включвайки в състава си емигриралия след събитията в Унгария през 1956 г. Ференц Пушкаш и звездата на Реал Мадрид Алфредо ди Стефано, който обаче контузен не може да вземе участие в нито един мач. Отборът се представя разочароващо, губейки в първия мач от Чехословакия и побеждавайки трудно Мексико във втория. В третия испанците най-накрая демонстрират очакваното от тях, но противникът е устремилата се към втората си световна титла Бразилия. Отпадането в предварителната група е отчетено от ръководителите на испанската федерация като провал и води до уволняването на Ерера, който е заместен от Хосе Луис Вилялонга.
На европейското първенство от 1962 – 64 г. с Вилялонга на кормилото Испания печели първата си престижна титла. След леки победи над Румъния в осминафинал и Ейре в четвъртфинал, на страната е поверено домакинството на финалния кръг на турнира. На полуфинала в Мадрид с 2:1 е победена Унгария. На финала на стадион „Сантяго Бернабеу“ отборът, воден от лидера си Луис Суарес, с голове на Переда и Марселино побеждава с 2:1 СССР и става за пръв път европейски шампион.

### Години на спад (1966 – 1978)
На световното първенство в Англия през 1966 г. испанците са отново елиминирани в предварителната група, успявайки да победят само Швейцария с 2:1 и губейки минимално с 1:2 от Аржентина и ФРГ.
Следва нов период на неуспехи – последователно отборът не успява да се класира за ЕП’68, СП’70 в Мексико (трети в групата след Белгия и Югославия), ЕП’72, СП’74 в Германия (губейки в допълнителен мач от Югославия с 0:1) и ЕП’76.

### Епохата на Гордильо (1978 – 1986)
Испанците отново се връщат на световната сцена през 1978 г. в Аржентина, където като повторение на Чили’62 загубата им в първия мач от един от най-силните европейски отбори по това време – Австрия, става фатална за по-нататъшното им продължаване на борбата. На европейското първенство в Италия’80 Испания се нарежда между осемте най-силни отбора на континента, записвайки равенство 0:0 с домакините и минимални загуби с 1:2 от Белгия и Англия.
Идва дванадесетото световно първенство, на което Испания е домакин. По думите на един от тогавашните журналисти „единственият футболен аргумент на испанския национален отбор е домакинството“. Активът на отбора от предварителната група е: измъчено равенство 1:1 след гол от спорна дузпа в първия мач срещу Хондурас, победа с 2:1 над Югославия във втория (след несъществуваща дузпа, която освен всичко друго съдията нарежда да се изпълни отново след като е пропусната веднъж) и конфузна загуба с 0:1 срещу скромния отбор на Северна Ирландия. В четвъртфиналната група (по тогавашния регламент) след загуба от ФРГ с 1:2 Испания е вън от надпреварата, като в последния си без значение мач, в духа на феър-плея след 0:0 елиминира от по-нататъшно участие отбора на Англия.
Това което испанският отбор не успява да направи под домашните стени, му се удава две години по-късно на европейското първенство в съседна Франция. Но за да стигне до финалите е необходимо „футболно чудо“. Преди последния квалификационен мач – домакинството срещу аутсайдера Малта, Испания изостава на две точки от Холандия и има с 11 гола по-лоша голова разлика от прекия си конкурент. Крайният резултатът в този странен мач е 12:1 и Испания се класира с повече отбелязани голове – 24:8 срещу 22:6 за Холандия. Вече на самото европейско първенство след 1:1 с Румъния и 1:1 с Португалия, в последния мач от групата испанците, въпреки че се класират и с равенство, поднасят подарък на своите португалски „братовчеди“, елиминирайки ФРГ с гол на Антонио Маседа в 90-а минута. Отново след 1:1 след редовното време и продълженията, на полуфинала след дузпи е елиминиран „датския динамит“. На финала срещу Франция груба грешка на вратаря Арконада при изпълнение на пряк свободен удар от Платини в 57-тата минута довежда до 0:1 и разстройва психически отбора. След още един гол – на Белон и 0:2, Испания трябва да се задоволи с второто място.

### Епохата на Субисарета (1986 – 1998)
На световното първенство в Мексико’86 Испания дебютира със загуба с 0:1 срещу Бразилия, след като не е зачетен редовен неин гол (нито главният, нито страничният съдия забелязват, че след удар в напречната греда топката преминава голлинията). Все пак испанците нямат проблеми по-нататък в групата и след 2:1 срещу Северна Ирландия и 3:0 срещу Алжир продължават на осминафиналите. Там в повторение от Франция’84 отново е елиминирана Дания – този път с 5:1 като четири гола отбелязва Емилио Бутрагеньо. На четвъртфиналите обаче след 1:1 в редовното време и продълженията испанците са принудени след дузпи да дадат път на Белгия.
На европейското първенство във ФРГ през 1988 г. Испания е отново между осемте най-силни на континента, но след победа над Дания с 3:2, губи от Италия с 0:1 и от домакините с 0:2 и напуска борбата.
На световното първенство в Италия’90 след равенство 0:0 с Уругвай, испанците побеждават Южна Корея с 3:1 и Белгия с 2:1, достигайки осминафиналите. Там губят от последния и един от най-силните в историята национален отбор на обединената все още Югославия с 1:2 (1:1) след продължения.
На СП в САЩ’94 Испания започва изненадващо с равенство 2:2 с Южна Корея, но след 1:1 с Германия и 3:1 срещу Боливия прекрачва в осминафиналите. Там лесно е преодоляна Швейцария с 3:0. И отново четвъртфиналите са непреодолима бариера – в рядко оспорван мач испанците губят от Италия 1:2 след гол на Роберто Баджо в последните минути.
За четвърти път Испания достига до четвъртфинал на Евро 96. На световното първенство през 1998 г. във Франция отпада в груповата фаза.

### Златната епоха „тики-таки“. Световни и двукратни европейски шампиони (2008 – 2013)
Истински празник за отбора на Испания става победата на Европейския шампионат 2008 г., когато „Ла Фурия рьоха“ на финала побеждава Германия с 1:0. Победния гол вкарва Фернандо Торес след спечелено единоборство и технично изпълнение. Това е повторение на най-големия успех – европейската титла от 1964 г.
В стартовия мач от груповия етап на Световното първенство през 2010 г. против Швейцария испанците сензационно отстъпват с резултат 0:1, макар че по време на цялата игра владеят преимуществото, нанасяйки 23 удара към вратата на швейцарците. Швейцария насочва топката към вратата на испанците 8 пъти, една от които Икер Касияс е принуден да извади от мрежата. След тази засечка отборът започва да играе по-добре от мач на мач. Побеждава Хондурас с 2:0 (голове на Давид Вия), Чили с 2:1 (Вия и Иниеста) и печели първото място в групата.

В етапа на елиминациите след тактична игра постига минимални победи с 1:0:
- на осминафинал – над Португалия (Вия, 63');
- на четвъртфинал – над Парагвай (Вия, 83');
- на полуфинал – над Германия (Карлес Пуйол, 73').

Така Испания достига до финала на шампионата. Там в оспорван мач от най-високо качество след продължения побеждава отново с резултат 1:0 Холандия с гол на Андрес Иниеста в 116-а минута. Така Испания за пръв път в своята история става световен шампион по футбол.
Отборът на Испания спечелва Евро-2012, разгромявайки на финала Италия с 4:0, което е рекорден резултат в историята за финал на Европейско първенство. Головете отбелязват Силва (14'), Алба (41'), Торес (84') и Мата (88'), а Фернандо Торес е голмайстор на първенството с 3 гола. Испания става първият отбор два пъти поред шампион на Европа (2008, 2012) и спечелил последователно три основни шампионата (ЕП-2008, СП-2010, ЕП-2012). Ядрото на състава, завоювал трите шампионски титли, са Икер Касияс, (Хосе Рейна), Раул Албиол, Серхио Рамос, Шаби Алонсо, Андрес Иниеста, Шави Ернандес, Фернандо Торес, Сеск Фабрегас, Давид Силва и Давид Вия.
- Икер Касияс
- Хосе Рейна
- Раул Албиол
- Серхио Рамос
- Шаби Алонсо
- Андрес Иниеста
- Шави Ернандес
- Сеск Фабрегас
- Давид Силва
- Давид Вия
- Фернандо Торес

Испания изключително издига репутацията си в световния футбол, заема 1-во място в света в класацията на ФИФА и през периода 2008 – 2013 г. отборът се счита за един от най-силните в историята за всички времена.

### Понижение на формата (2014 – 2022)
Отборът без трудности се класира за финалния турнир на световния шампионат през 2014 г., където попада в „групата на смъртта“ B при финалиста от миналото световно първенство Нидерландия, испаноговорещите чилийци, с които също се срещат на шампионата в ЮАР и австралийците.
Преди Мундиал 2014 отборът на Испания е установил нов рекорд на световните първенства. На 31 юли 2013 г. старши треньорът Висенте дел Боске обявява окончателната заявка за състава на отбора. От 23 футболисти, заявени за СП-2014, 16 са взели участие в миналия шампионат от 2010 година. Дотогава рекордът е принадлежал на отборите на САЩ (14 участници от миналото първенство през 1998) и Франция (14 участници от миналото първенство през 2002). В стартовия мач от груповия етап на световния шампионат през 2014 г. против отбора на Нидерландия действащите световни и европейски шампиони сензационно са разгромени с резултат 1:5, като 4 гола във вратата на испанците са вкарани през второто полувреме всичко за 27 минути. До тази среща отборът на Испания не е допускал 5 гола в един мач цели 51 години – от 13 юни 1963 г., когато отстъпва в приятелски мач на Шотландия с 2:6. Във втория мач от групата срещу Чили, испанците отново претърпяват поражение с 0:2 и окончателно изгубват всички шансове за класиране на 1/8 финала. Испания става първият в историята световен шампион, който на следващия Мундиал изгубва първите две срещи. В тези два загубени мача Испания вкарва всичко един гол и то от дузпа. В последния групов мач испанците разгромяват отбора на Австралия с резултат 3:0 и напускат шампионата, отпадайки в групата.
На Европейското първенство през 2016 г. отборът вече е в променен състав – без Алонсо, Шави, Вийя и Торес. В първите две срещи от групата Испания побеждава и си осигурява класирането за следващия етап. В третия мач на испанците е достатъчен равен резултат, за да останат първи в групата и да избегнат ранни срещи с другите фаворити за титлата в стадия на директните елиминации. Те не играят с пълни сили и отстъпват с 1:2 на отлично представилия се отбор на Хърватия, който заема първото място в групата. Така Испания остава втора и на осминафинала среща отбора на Италия, амбициран за реванш за голямата загуба на финала на Евро 2012. Капитанът Рамос извършва ненужен фаул и след изпълнението на прекия свободен удар италианците повеждат. През второто полувреме Испания установява трайно надмощие и води играта почти изцяло в половината на съперника. Сгъстената италианска отбрана обаче показва класата си, и най-вече вратарят Буфон, който спасява трудни положения. В добавеното време при контраатака срещу разредената испанска защита италианците отбелязват втори гол и след резултат 0:2 Испания губи право да защитава титлата си.
За нов главен треньор на Испания е назначен Хулен Лопетеги. Той извежда националния отбор до финалите за Световната купа през 2018 г. Въпреки това, малко преди старта на турнира става известно, че след края на първенството Лопетеги ще стане главен треньор на Реал Мадрид, а на 13 юни 2018 г., преди старта на шампионата, Лопетеги е уволнен от националния отбор. Начело на отбора застава Фернандо Йеро. Испанският национален отбор играе в група Б с Португалия (3:3), Иран (1:0) и Мароко (2:2) и завършва на първо място в групата. Съперник на испанците на 1/8 финалите е отборът на домакина на първенството Русия. Редовното време и продълженията завършват с равенство (1:1), а при дузпите испанските национални играчи Кочо и Яго Аспас не реализират. В резултат на това Испания загубва мача с дузпите и отпада от турнира.
Фернандо Йеро подава оставка на 8 юли 2018 г. На 9 юли испанската футболна федерация подписва двугодишен договор с Луис Енрике за назначаването му за главен треньор на националния отбор. Той изгражда силен състав на основата на част от суперотбора от 2008 – 2012 г. като запазва печелившия стил „тики-така“ с много подавания и продължително владеене на топката. Договорът му е продължен и той води отбора на Европейското първенство през 2021 г. Там Испания е един от фаворитите, на полуфинала срещу Италия играе по-добре, но завършва 1:1 след продължения и отстъпва след изпълнение на дузпи.
Луис Енрике постепенно привлича изявени млади футболисти в отбора. В състава от 26 души за СП 2022 г. в Катар той включва 8 играчи на възраст до 22 години. Изненадващо не са повикани опитните Серхио Рамос, Тиаго Алкантара и Давид де Хеа, както и Жерар Пике, обявил че прекратява футболната си кариера 8 дни преди обявяването на състава. В първия мач Испания постига най-голямата си победа на световен финален турнир със 7:0 срещу Коста Рика, а головете вкарват шестима футболисти. Тя обаче остава единствена. След равенство с Германия и загуба от Япония испанският отбор остава втори в групата. На осминафинала завършва 0:0 с Мароко след продължения, не успява да реализира и трите дузпи, които изпълнява и отпада от борбата.

### Шампион на Европа и Лигата на нациите (2023 – 2024)
От 8 декември 2022 г. старши треньор на отбора е Луис де ла Фуенте. Под негово ръководство Испания печели за първи път турнира Лига на нациите през 2023 г. с победа над Хърватия на финала след 0:0 в редовното време и продълженията и 5:4 от дузпи.
На Европейското първенство през 2024 г. Испания е единственият отбор с максимален актив от групите с 3 победи, 9 точки, 5 отбелязани гола и без допуснат гол. На осминафинала убедително побеждава Грузия с 4:1. Следват три победи с по 2:1 над последните и най-силни конкуренти за титлата. В мача на най-високо ниво от турнира на четвъртфинала Испания завършва 1:1 с домакина Германия в редовното време и побеждава след продължения с 2:1 с гол на Микел Мерино в 119-та минута. На полуфинала в оспорван мач надделява над друг фаворит за титлата, Франция също с 2:1. На финала на Евро 2024 испанците излизат като фаворити срещу Англия, но през първото полувреме играта е предпазлива и равностойна. В 47-та минута при бърза атака Нико Уилямс получава удобен пас и след пробив по левия фланг с диагонален удар по тревата изпраща топката в далечния ъгъл на испанската врата за 1:0. В 73-та минута при контраатака на англичаните топката е върната назад към свободния Коул Палмър, който със силен нисък удар от далеч между няколко играчи намира долния ляв ъгъл на вратата и изравнява резултата – 1:1. В 86-та минута влезлият като смяна резервен централен нападател Микел Оярсабал изпреварва английската защита и от близо фронтално вкарва победния гол. Испания отново побеждава с 2:1 и става единственият отбор, европейски шампион за четвърти път. Поставя още два рекорда на европейски първенства – 7 победи и 15 гола. Във всички мачове надиграва противниците си тактически, технически и игрово, а на финала владее топката в 2/3 от времето. Полузащитникът Родри получава наградата за най-добър играч на турнира. Нападателят Ламин Ямал, който преди финала навършва 17 години и се отличава с гол и 4 голови асистенции е удостоен с наградата за най-добър млад играч.

## Представяне на големите форуми
| Година | Резултат      | Място | М  | П  | Р  | З  | ВГ  | ДГ |
| ------ | ------------- | ----- | -- | -- | -- | -- | --- | -- |
| 1930   | Не участва 1  | –     | –  | –  | –  | –  | –   | –  |
| 1934   | 1/4 финал     | 5     | 3  | 1  | 1  | 1  | 4   | 2  |
| 1938   | Забрана 2     | –     | –  | –  | –  | –  | –   | –  |
| 1950   | 1/2 финал     | 4     | 6  | 3  | 1  | 2  | 10  | 12 |
| 1954   | не се класира | –     | –  | –  | –  | –  | –   | –  |
| 1958   | не се класира | –     | –  | –  | –  | –  | –   | –  |
| 1962   | Групов етап   | 12    | 3  | 1  | 0  | 2  | 2   | 3  |
| 1966   | Групов етап   | 10    | 3  | 1  | 0  | 2  | 4   | 5  |
| 1970   | не се класира | –     | –  | –  | –  | –  | –   | –  |
| 1974   | не се класира |       |    |    |    |    |     |    |
| 1978   | Групов етап   | 10    | 3  | 1  | 1  | 1  | 2   | 2  |
| 1982   | Групова фаза  | 12    | 5  | 1  | 2  | 2  | 4   | 5  |
| 1986   | 1/4 финал     | 7     | 5  | 3  | 1  | 1  | 11  | 4  |
| 1990   | 1/8 финал     | 10    | 4  | 2  | 1  | 1  | 6   | 4  |
| 1994   | 1/4 финал     | 8     | 5  | 2  | 2  | 1  | 10  | 6  |
| 1998   | Групова фаза  | 17    | 3  | 1  | 1  | 1  | 8   | 4  |
| 2002   | 1/4 финал     | 5     | 5  | 3  | 2  | 0  | 10  | 5  |
| 2006   | 1/8 финал     | 9     | 4  | 3  | 0  | 1  | 9   | 4  |
| 2010   | Шампион       | 1     | 7  | 6  | 0  | 1  | 8   | 2  |
| 2014   | Групов етап   | 23    | 3  | 1  | 0  | 2  | 4   | 7  |
| 2018   | 1/8 финал     | 10    | 4  | 1  | 3  | 0  | 7   | 6  |
| 2022   | 1/8 финал     | 13    | 4  | 1  | 2  | 1  | 9   | 3  |
| 2026   |               |       |    |    |    |    |     |    |
| 3 2030 |               |       |    |    |    |    |     |    |
| 2034   |               |       |    |    |    |    |     |    |
| Общо   | 1             | 16/22 | 67 | 31 | 17 | 19 | 108 | 75 |

| Купа на Конфедерациите | Купа на Конфедерациите       | Купа на Конфедерациите | Купа на Конфедерациите | Купа на Конфедерациите | Купа на Конфедерациите | Купа на Конфедерациите | Купа на Конфедерациите | Купа на Конфедерациите |
| Година                 | Резултат                     | Място                  | М                      | П                      | Р                      | З                      | ВГ                     | ДГ                     |
| ---------------------- | ---------------------------- | ---------------------- | ---------------------- | ---------------------- | ---------------------- | ---------------------- | ---------------------- | ---------------------- |
| 1992                   | Без представител на Европа 5 | –                      | –                      | –                      | –                      | –                      | –                      | –                      |
| 1995                   | Не се класира                | –                      | –                      | –                      | –                      | –                      | –                      | –                      |
| 1999                   | Не се класира                | –                      | –                      | –                      | –                      | –                      | –                      | –                      |
| 2001                   | Не се класира                | –                      | –                      | –                      | –                      | –                      | –                      | –                      |
| 1997                   | Не се класира                | –                      | –                      | –                      | –                      | –                      | –                      | –                      |
| 2003                   | Не участва 6                 | –                      | –                      | –                      | –                      | –                      | –                      | –                      |
| 2005                   | Не се класира                | –                      | –                      | –                      | –                      | –                      | –                      | –                      |
| 2009                   | Полуфинал                    | 3                      | 5                      | 4                      | 0                      | 1                      | 11                     | 4                      |
| 2013                   | Финалист                     | 2                      | 5                      | 3                      | 1                      | 1                      | 15                     | 4                      |
| Общо                   | 1, 1                         | 2/10                   | 10                     | 7                      | 1                      | 2                      | 26                     | 8                      |

| Лига на нациите на УЕФА | Лига на нациите на УЕФА | Лига на нациите на УЕФА | Лига на нациите на УЕФА | Лига на нациите на УЕФА | Лига на нациите на УЕФА | Лига на нациите на УЕФА | Лига на нациите на УЕФА | Лига на нациите на УЕФА |
| Година                  | Резултат                | Място                   | М                       | П                       | Р                       | З                       | ВГ                      | ДГ                      |
| ----------------------- | ----------------------- | ----------------------- | ----------------------- | ----------------------- | ----------------------- | ----------------------- | ----------------------- | ----------------------- |
| 2019                    | Не се класира           | –                       | –                       | –                       | –                       | –                       | –                       | –                       |
| 2021                    | Финалист                | 2                       | 2                       | 1                       | 0                       | 1                       | 3                       | 3                       |
| 2023                    | Шампион                 | 1                       | 2                       | 1                       | 1                       | 0                       | 2                       | 1                       |
| Общо                    | 1, 1                    | 2/3                     | 4                       | 2                       | 1                       | 1                       | 5                       | 4                       |

| Година | Резултат      | Място | М  | П  | Р  | З  | ВГ | ДГ |
| ------ | ------------- | ----- | -- | -- | -- | -- | -- | -- |
| 1960   | Отказва се 2  | –     | –  | –  | –  | –  | –  | –  |
| 1964   | Шампион       | 1     | 2  | 2  | 0  | 0  | 4  | 2  |
| 1968   | Не се класира | –     | –  | –  | –  | –  | –  | –  |
| 1972   | Не се класира | –     | –  | –  | –  | –  | –  | –  |
| 1976   | Не се класира | –     | –  | –  | –  | –  | –  | –  |
| 1980   | Групова фаза  | 7     | 3  | 0  | 1  | 2  | 2  | 4  |
| 1984   | Финал         | 2     | 5  | 1  | 3  | 1  | 4  | 5  |
| 1988   | Групова фаза  | 6     | 3  | 1  | 0  | 2  | 3  | 5  |
| 1992   | Не се класира | –     | –  | –  | –  | –  | –  | –  |
| 1996   | 1/4 финал     | 5     | 4  | 1  | 3  | 0  | 4  | 3  |
| 2000   | 1/4 финал     | 5     | 4  | 2  | 0  | 2  | 7  | 7  |
| 2004   | Групова фаза  | 10    | 3  | 1  | 1  | 1  | 2  | 2  |
| 2008   | Шампион       | 1     | 6  | 5  | 1  | 0  | 12 | 3  |
| 2012   | Шампион       | 1     | 6  | 4  | 2  | 0  | 12 | 1  |
| 2016   | 1/8 финал     | 10    | 4  | 2  | 0  | 2  | 5  | 4  |
| 2020   | 1/2 финал     | 3     | 6  | 2  | 4  | 0  | 13 | 6  |
| 2024   | Шампион       | 1     | 7  | 7  | 0  | 0  | 15 | 4  |
| 2028   |               |       |    |    |    |    |    |    |
| 2032   |               |       |    |    |    |    |    |    |
| Общо   | 4, 1, 1       | 12/17 | 53 | 28 | 15 | 10 | 83 | 46 |

| Летни Олимпийски игри | Летни Олимпийски игри       | Летни Олимпийски игри       | Летни Олимпийски игри       | Летни Олимпийски игри       | Летни Олимпийски игри       | Летни Олимпийски игри       | Летни Олимпийски игри       | Летни Олимпийски игри       |                             |
| Година                | Резултат                    | Място                       | М                           | П                           | Р                           | З                           | ВГ                          | ДГ                          |                             |
| --------------------- | --------------------------- | --------------------------- | --------------------------- | --------------------------- | --------------------------- | --------------------------- | --------------------------- | --------------------------- | --------------------------- |
| 1920                  | Финалист                    | 2                           | 6                           | 4                           | 1                           | 1                           | 12                          | 6                           |                             |
| 1924                  | Първи кръг                  | 17 – 18                     | 1                           | 0                           | 0                           | 1                           | 0                           | 1                           |                             |
| 1928                  | 1/4 финал                   | 5                           | 3                           | 1                           | 1                           | 1                           | 9                           | 9                           |                             |
| 1936 – 1962           | Не участва                  | Не участва                  | Не участва                  | Не участва                  | Не участва                  | Не участва                  | Не участва                  | Не участва                  | Не участва                  |
| 1964                  | Не преминава квалификацията | Не преминава квалификацията | Не преминава квалификацията | Не преминава квалификацията | Не преминава квалификацията | Не преминава квалификацията | Не преминава квалификацията | Не преминава квалификацията | Не преминава квалификацията |
| 1968                  | 1/4 финал                   | 6                           | 4                           | 2                           | 1                           | 1                           | 4                           | 2                           |                             |
| 1972                  | Не преминава квалификацията | Не преминава квалификацията | Не преминава квалификацията | Не преминава квалификацията | Не преминава квалификацията | Не преминава квалификацията | Не преминава квалификацията | Не преминава квалификацията | Не преминава квалификацията |
| 1976                  | Групова фаза                | 12                          | 2                           | 0                           | 0                           | 2                           | 1                           | 3                           |                             |
| 1980                  | Групова фаза                | 10                          | 3                           | 0                           | 3                           | 0                           | 2                           | 2                           |                             |
| 1984                  | Не преминава квалификацията | Не преминава квалификацията | Не преминава квалификацията | Не преминава квалификацията | Не преминава квалификацията | Не преминава квалификацията | Не преминава квалификацията | Не преминава квалификацията | Не преминава квалификацията |
| 1988                  | Не преминава квалификацията | Не преминава квалификацията | Не преминава квалификацията | Не преминава квалификацията | Не преминава квалификацията | Не преминава квалификацията | Не преминава квалификацията | Не преминава квалификацията | Не преминава квалификацията |
| 1992                  | Шампион                     | 1                           | 6                           | 6                           | 0                           | 0                           | 14                          | 2                           |                             |
| 2000                  | Финалист                    | 2                           | 6                           | 4                           | 1                           | 1                           | 12                          | 6                           |                             |
| 2004                  | Не преминава квалификацията | Не преминава квалификацията | Не преминава квалификацията | Не преминава квалификацията | Не преминава квалификацията | Не преминава квалификацията | Не преминава квалификацията | Не преминава квалификацията | Не преминава квалификацията |
| 2008                  | Не преминава квалификацията | Не преминава квалификацията | Не преминава квалификацията | Не преминава квалификацията | Не преминава квалификацията | Не преминава квалификацията | Не преминава квалификацията | Не преминава квалификацията | Не преминава квалификацията |
| 2012                  | Групова фаза                | 14                          | 3                           | 0                           | 1                           | 2                           | 0                           | 2                           |                             |
| 2016                  | Не преминава квалификацията | Не преминава квалификацията | Не преминава квалификацията | Не преминава квалификацията | Не преминава квалификацията | Не преминава квалификацията | Не преминава квалификацията | Не преминава квалификацията | Не преминава квалификацията |
| 2020                  | Финалист                    | 2                           | 6                           | 3                           | 2                           | 1                           | 9                           | 5                           |                             |
| Общо                  | 1, 3                        | 9/30                        | 44                          | 22                          | 8                           | 11                          | 98                          | 45                          | –                           |

| Средиземноморски игри | Средиземноморски игри | Средиземноморски игри | Средиземноморски игри | Средиземноморски игри | Средиземноморски игри | Средиземноморски игри | Средиземноморски игри | Средиземноморски игри |
| Година                | Резултат              | Място                 | М                     | П                     | Р                     | З                     | ВГ                    | ДГ                    |
| --------------------- | --------------------- | --------------------- | --------------------- | --------------------- | --------------------- | --------------------- | --------------------- | --------------------- |
| 1955                  | Финалист              | 2                     | 3                     | 2                     | 1                     | 0                     | 6                     | 2                     |
| 1963                  | Полуфинал             | 3                     | 5                     | 3                     | 2                     | 0                     | 15                    | 5                     |
| 1967                  | Полуфинал             | 3                     | 6                     | 2                     | 2                     | 2                     | 9                     | 7                     |
| 1997                  | Полуфинал             | 4                     | 4                     | 1                     | 1                     | 2                     | 2                     | 4                     |
| 2005                  | Шампион               | 1                     | 4                     | 3                     | 1                     | 0                     | 9                     | 1                     |
| 2009                  | Шампион               | 1                     | 4                     | 3                     | 1                     | 0                     | 9                     | 4                     |
| 2018                  | Шампион               | 1                     | 4                     | 4                     | 0                     | 0                     | 11                    | 5                     |
| 2022                  | Групов етап           | 8                     | 3                     | 0                     | 2                     | 1                     | 2                     | 3                     |
| Общо                  | 3, 1, 2               | 8/19                  | 33                    | 18                    | 10                    | 5                     | 63                    | 31                    |

## Почетни листи
- До 14 юли 2024 г.

| № | Име               | Период      | Мача | Гола |
| - | ----------------- | ----------- | ---- | ---- |
| 1 | Серхио Рамос      | 2005 – 2021 | 180  | 23   |
| 2 | Икер Касияс       | 2000 – 2016 | 167  | 0    |
| 3 | Серхио Бускетс    | 2009 – 2022 | 143  | 2    |
| 4 | Шави              | 2000 – 2014 | 133  | 13   |
| 5 | Андрес Иниеста    | 2006 – 2018 | 131  | 13   |
| 6 | Андони Субисарета | 1985 – 1998 | 126  | 0    |
| 7 | Давид Силва       | 2006 – 2018 | 125  | 35   |
| 8 | Шаби Алонсо       | 2003 – 2014 | 114  | 16   |
| 9 | Фернандо Торес    | 2003 – 2014 | 110  | 38   |
| 9 | Сеск Фабрегас     | 2006 – 2016 | 110  | 15   |

| № | Име                | Период      | Гола | Мача | Гола % |
| - | ------------------ | ----------- | ---- | ---- | ------ |
| 1 | Давид Виля         | 2005 – 2014 | 59   | 97   | 60     |
| 2 | Раул               | 1996 – 2006 | 44   | 102  | 43     |
| 3 | Фернандо Торес     | 2003 – 2014 | 38   | 110  | 35     |
| 4 | Алваро Мората      | 2014 –      | 36   | 80   | 45     |
| 5 | Давид Силва        | 2006 – 2018 | 35   | 125  | 28     |
| 6 | Фернандо Йеро      | 1989 – 2002 | 29   | 89   | 33     |
| 7 | Фернандо Мориентес | 1998 – 2007 | 27   | 47   | 57     |
| 8 | Емилио Бутрагеньо  | 1984 – 1992 | 26   | 69   | 38     |
| 9 | Алфредо ди Стефано | 1957 – 1961 | 23   | 31   | 74     |
| 9 | Серхио Рамос       | 2005 – 2021 | 23   | 180  | 13     |

## Състави

### Купа на Конфедерациите
- Състав за Купата на Конфедерациите на ФИФА 2009 г.
- Състав за Купата на Конфедерациите на ФИФА 2013 г.

### Олимпийски игри
- Състав на летните Олимпийски игри 2012 г.
- Състав на летните Олимпийски игри 2020 г.

### Лига на нациите на УЕФА
Състави за финалните турнири от Лигата на нациите на УЕФА:
- 2021 г.
- 2023 г.

### Световно първенство 2022
Съставът за Световното първенство 2022 е обявен от треньора Луис Енрике на 11.11.2022 г. и включва 26 футболисти.
Мачовете и головете са обновени на 27 септември 2022, след мача с Португалия.
| №             |         | Име               | Рождена дата         | Мач.    | Гол.    | Клуб                  |
| Вратари       | Вратари | Вратари           | Вратари              | Вратари | Вратари | Вратари               |
| ------------- | ------- | ----------------- | -------------------- | ------- | ------- | --------------------- |
| 23            |         | Унай Симон        | 11 юни 1997 г.       | 27      | 0       | Атлетик Билбао        |
| 1             |         | Роберт Санчес     | 18 ноември 1997 г.   | 1       | 0       | Брайтън и Хоув Албиън |
| 13            |         | Давид Рая         | 15 септември 1995 г. | 1       | 0       | Брентфорд             |
| Защитници     |         |                   |                      |         |         |                       |
| 18            |         | Жорди Алба        | 21 март 1989 г.      | 86      | 9       | Барселона             |
| 2             |         | Сесар Аспиликуета | 28 август 1989 г.    | 41      | 1       | Челси                 |
| 20            |         | Дани Карвахал     | 11 януари 1992 г.    | 30      | 0       | Реал Мадрид           |
| 4             |         | Пау Торес         | 17 януари 1997 г.    | 21      | 1       | Виляреал              |
| 14            |         | Хосе Гая          | 25 май 1995 г.       | 18      | 3       | Валенсия              |
| 3             |         | Ерик Гарсия       | 9 януари 2001 г.     | 18      | 0       | Барселона             |
| 24            |         | Аймерик Лапорт    | 27 май 1994 г.       | 15      | 1       | Манчестър Сити        |
| 15            |         | Уго Гиламон       | 31 януари 2000 г.    | 3       | 1       | Валенсия              |
| Полузащитници |         |                   |                      |         |         |                       |
| 5             |         | Серхио Бускетс    | 16 юли 1988 г.       | 139     | 2       | Барселона             |
| 8             |         | Коке Ресюресион   | 8 януари 1992 г.     | 67      | 0       | Атлетико Мадрид       |
| 16            |         | Родри Ернандес    | 22 юни 1996 г.       | 34      | 1       | Манчестър Сити        |
| 6             |         | Маркос Йоренте    | 30 януари 1995 г.    | 17      | 0       | Атлетико Мадрид       |
| 26            |         | Педри Гонзалес    | 25 ноември 2002 г.   | 14      | 0       | Барселона             |
| 9             |         | Гави Паес         | 5 август 2004 г.     | 12      | 1       | Барселона             |
| 19            |         | Карлос Солер      | 2 януари 1997 г.     | 11      | 3       | Пари Сен Жермен       |
| Нападатели    |         |                   |                      |         |         |                       |
| 7             |         | Алваро Мората     | 23 октомври 1992 г.  | 57      | 27      | Атлетико Мадрид       |
| 11            |         | Феран Торес       | 29 февруари 2000 г.  | 30      | 13      | Барселона             |
| 10            |         | Марко Асенсио     | 21 януари 1996 г.    | 29      | 1       | Реал Мадрид           |
| 22            |         | Пабло Сарабия     | 11 май 1992 г.       | 24      | 9       | Пари Сен Жермен       |
| 21            |         | Дани Олмо         | 7 май 1998 г.        | 24      | 4       | РБ Лайпциг            |
| 17            |         | Йереми Пино       | 20 октомври 2002 г.  | 6       | 1       | Виляреал              |
| 25            |         | Ансу Фати         | 31 октомври 2002 г.  | 4       | 1       | Барселона             |
| 12            |         | Нико Уилиамс      | 12 юли 2002 г.       | 2       | 0       | Атлетик Билбао        |

### Европейско първенство 2024
Съставът за Европейското първенство 2024 включва 26 футболисти.
Мачовете и головете са обновени на 14 юли 2024 г. след мача с Англия.
| №             |         | Име                | Рождена дата         | Мач.    | Гол.    | Клуб               |
| Вратари       | Вратари | Вратари            | Вратари              | Вратари | Вратари | Вратари            |
| ------------- | ------- | ------------------ | -------------------- | ------- | ------- | ------------------ |
| 23            |         | Унай Симон         | 11 юни 1997 г.       | 46      | −34     | Атлетик Билбао     |
| 13            |         | Алекс Ремиро       | 24 март 1995 г.      | 1       | −1      | Реал Сосиедад      |
| 1             |         | Давид Рая          | 15 септември 1995 г. | 6       | −3      | Арсенал            |
| Защитници     |         |                    |                      |         |         |                    |
| 2             |         | Дани Карвахал      | 11 януари 1992 г.    | 49      | 1       | Реал Мадрид        |
| 3             |         | Робен Ле Норман    | 11 ноември 1996 г.   | 17      | 1       | Реал Сосиедад      |
| 4             |         | Начо               | 18 януари 1990 г.    | 29      | 1       | Ал-Кадисия         |
| 5             |         | Даниел Вивиан      | 5 юли 1999 г.        | 4       | 0       | Атлетик Билбао     |
| 12            |         | Алехандро Грималдо | 20 септември 1995 г. | 6       | 0       | Байер (Леверкузен) |
| 14            |         | Аймерик Лапорт     | 27 май 1994 г.       | 35      | 1       | Ал-Насър           |
| 22            |         | Хесус Навас        | 21 ноември 1985 г.   | 56      | 5       | Севиля             |
| 24            |         | Марк Кукуреля      | 22 юли 1998 г.       | 10      | 0       | Челси              |
| Полузащитници |         |                    |                      |         |         |                    |
| 6             |         | Микел Мерино       | 22 юни 1996 г.       | 28      | 2       | Реал Сосиедад      |
| 8             |         | Фабиан Руис        | 3 април 1996 г.      | 29      | 4       | Пари Сен Жермен    |
| 10            |         | Дани Олмо          | 7 май 1998 г.        | 39      | 11      | Лайпциг            |
| 15            |         | Алекс Баена        | 20 юли 2001 г.       | 5       | 1       | Виляреал           |
| 16            |         | Родри              | 22 юни 1996 г.       | 56      | 4       | Манчестър Сити     |
| 18            |         | Мартин Субименди   | 2 февруари 1999 г.   | 10      | 0       | Реал Сосиедад      |
| 20            |         | Педри              | 25 януари 2002 г.    | 24      | 2       | Барселона          |
| 25            |         | Фермин Лопес       | 11 май 2003 г.       | 2       | 0       | Барселона          |
| Нападатели    |         |                    |                      |         |         |                    |
| 7             |         | Алваро Мората      | 23 октомври 1992 г.  | 80      | 36      | Атлетико Мадрид    |
| 9             |         | Хоселу             | 27 март 1990 г.      | 13      | 5       | Реал Мадрид        |
| 11            |         | Феран Торес        | 29 февруари 2000 г.  | 46      | 20      | Барселона          |
| 17            |         | Нико Уйлямс        | 12 юли 2002 г.       | 20      | 4       | Атлетик Билбао     |
| 19            |         | Ламин Ямал         | 13 юли 2007 г.       | 14      | 3       | Барселона          |
| 21            |         | Микел Оярсабал     | 21 април 1997 г.     | 37      | 12      | Реал Сосиедад      |
| 26            |         | Айосе Перес        | 29 юли 1993 г.       | 2       | 1       | Реал Бетис         |

### Идеален състав за всички времена
Съставът на Испания от 2007 – 2013 г., който печели всички големи шампионски титли – 1 световна (2010) и 2 европейски (2008 и 2012), е считан от много футболни специалисти, журналисти и фенове за най-силния отбор в цялата история на футбола. Той е основата на идеалния състав на Испания за всички времена.
1 – Икер Касияс;

2 – Карлес Пуйол; 3 – Раул Албиол; 5 – Фернандо Йеро; 4 – Серхио Рамос;

6 – Андрес Иниеста; 10 – Сеск Фабрегас; 8 – Шави Ернандес;

7 – Давид Виля; 9 – Фернандо Торес; 11 – Раул

## Треньори
- До 22 юли 2024 г.

| Треньор                  | Период      | Мача | Победи | Равни | Загуби | ВГ  | ДГ | Успех, % |
| ------------------------ | ----------- | ---- | ------ | ----- | ------ | --- | -- | -------- |
| Франсиско Бру            | 1920        | 5    | 4      | 0     | 1      | 9   | 5  | 80       |
| Хулиан Руете             | 1921 – 1922 | 4    | 4      | 0     | 0      | 11  | 2  | 100      |
| Хосе Анхел Бераондо      | 1921 – 1928 | 6    | 2      | 3     | 1      | 14  | 12 | 33,33    |
| Мануел Кастро Гонсалес   | 1921 – 1927 | 10   | 9      | 0     | 1      | 21  | 7  | 90       |
| Хосе Мария Матеос        | 1922 – 1933 | 23   | 16     | 3     | 4      | 64  | 24 | 69,56    |
| Салвадор Диас Ираола     | 1922        | 1    | 1      | 0     | 0      | 4   | 0  | 100      |
| Луис Аргуейо Брахе       | 1923        | 2    | 1      | 0     | 1      | 3   | 1  | 50       |
| Педро Парагес            | 1923 – 1924 | 3    | 1      | 1     | 1      | 3   | 1  | 33,33    |
| Хосе Гарсия Сернуда      | 1923 – 1924 | 2    | 1      | 1     | 0      | 3   | 0  | 50       |
| Луис Колина Алварес      | 1924        | 1    | 1      | 0     | 0      | 2   | 1  | 50       |
| Хосе Росич Рубиера       | 1924        | 1    | 1      | 0     | 0      | 2   | 1  | 50       |
| Хулиан Олаве Видеа       | 1924        | 1    | 1      | 0     | 0      | 2   | 1  | 50       |
| Фернандо Гутиерес Алсага | 1925        | 3    | 3      | 0     | 0      | 6   | 0  | 100      |
| Рикардо Кабот Монталт    | 1925        | 2    | 2      | 0     | 0      | 2   | 0  | 100      |
| Есекиел Монтеро Роман    | 1926 – 1927 | 4    | 3      | 0     | 1      | 9   | 5  | 75       |
| Амадео Гарсия Саласар    | 1934 – 1936 | 12   | 6      | 2     | 4      | 30  | 15 | 50       |
| Едуардо Теус Лопес       | 1941 – 1942 | 6    | 3      | 2     | 1      | 15  | 10 | 50       |
| Хасинто Кинкосес         | 1945        | 2    | 1      | 1     | 0      | 6   | 4  | 50       |
| Луис Касас Пасарин       | 1946        | 1    | 0      | 0     | 1      | 0   | 1  | 0        |
| Пабло Ернандес Коронадо  | 1947 – 1962 | 6    | 2      | 0     | 4      | 9   | 10 | 33,33    |
| Гийермо Ейсагире         | 1948 – 1956 | 19   | 8      | 6     | 5      | 40  | 33 | 42,1     |
| Феликс Кесада            | 1951        | 3    | 1      | 2     | 0      | 9   | 6  | 33,33    |
| Луис Икета               | 1951        | 3    | 1      | 2     | 0      | 9   | 6  | 33,33    |
| Паулино Алкантара        | 1951        | 3    | 1      | 2     | 0      | 9   | 6  | 33,33    |
| Рикардо Самора           | 1952        | 2    | 1      | 1     | 0      | 6   | 0  | 50       |
| Педро Ескартин           | 1952 – 1961 | 12   | 7      | 3     | 2      | 18  | 10 | 58,33    |
| Луис Ирибарен Каванийес  | 1953 – 1954 | 4    | 1      | 2     | 1      | 8   | 6  | 25       |
| Рамон Мелкон Бартоломе   | 1955        | 2    | 0      | 1     | 1      | 2   | 3  | 0        |
| Хосе Луис дел Вайе       | 1955        | 1    | 1      | 0     | 0      | 3   | 0  | 100      |
| Емилио Хименес Мияс      | 1955        | 1    | 1      | 0     | 0      | 3   | 0  | 100      |
| Хуан Тусон               | 1955        | 1    | 1      | 0     | 0      | 3   | 0  | 100      |
| Мануел Меана             | 1957 – 1959 | 12   | 7      | 3     | 2      | 35  | 16 | 58,33    |
| Хосе Луис Коста          | 1959 – 1960 | 12   | 8      | 0     | 4      | 35  | 21 | 66,66    |
| Хосе Луис Ласпласас      | 1959 – 1960 | 12   | 8      | 0     | 4      | 35  | 21 | 66,66    |
| Рамон Габилондо          | 1959 – 1960 | 12   | 8      | 0     | 4      | 35  | 21 | 66,66    |
| Хосе Вилялонга           | 1962 – 1966 | 22   | 9      | 5     | 8      | 35  | 28 | 40,9     |
| Доминго Балманя          | 1966 – 1968 | 11   | 4      | 3     | 4      | 11  | 9  | 36,36    |
| Едуардо Тоба             | 1968 – 1969 | 4    | 1      | 2     | 1      | 5   | 4  | 25       |
| Луис Молоуни             | 1969        | 4    | 2      | 1     | 1      | 3   | 3  | 50       |
| Салвадор Артигас         | 1969        | 4    | 2      | 1     | 1      | 3   | 3  | 50       |
| Ласло Кубала             | 1969 – 1980 | 68   | 30     | 22    | 16     | 98  | 59 | 44,11    |
| Хосе Сантамария          | 1980 – 1982 | 24   | 10     | 8     | 6      | 31  | 22 | 41,66    |
| Мигел Муньос             | 1982 – 1988 | 63   | 32     | 16    | 15     | 104 | 60 | 50,79    |
| Луис Суарес              | 1988 – 1991 | 27   | 15     | 4     | 8      | 55  | 28 | 55,55    |
| Висенте Миера ОИ         | 1991 – 1992 | 8    | 4      | 2     | 2      | 11  | 7  | 50       |
| Хавиер Клементе          | 1992 – 1998 | 62   | 36     | 20    | 6      | 126 | 43 | 58,06    |
| Хосе Антонио Камачо      | 1998 – 2002 | 44   | 28     | 9     | 7      | 105 | 37 | 63,63    |
| Иняки Саес               | 2002 – 2004 | 23   | 15     | 6     | 2      | 44  | 11 | 65,21    |
| Луис Арагонес            | 2004 – 2008 | 54   | 38     | 12    | 4      | 99  | 32 | 70,37    |
| Висенте дел Боске        | 2008 – 2016 | 114  | 87     | 10    | 17     | 254 | 79 | 76,32    |
| Хулен Лопетеги           | 2016 – 2018 | 20   | 14     | 6     | 0      | 61  | 13 | 70       |
| Фернандо Йеро            | 2018        | 4    | 1      | 3     | 0      | 7   | 6  | 62,5     |
| Луис Енрике              | 2018 – 2019 | 8    | 6      | 0     | 2      | 19  | 9  | 71,43    |
| Роберт Морено            | 2019        | 9    | 7      | 2     | 0      | 29  | 4  | 88,89    |
| Луис Енрике              | 2019 – 2022 | 32   | 17     | 12    | 3      | 62  | 22 | 53,12    |
| Луис де ла Фуенте ЛН,    | 2022 –      | 21   | 17     | 2     | 2      | 55  | 15 | 85,71    |

## България – Испания
| Дата       | Място    | Събитие   | Отбор   | Резултат | Отбор    | ФИФА |
| ---------- | -------- | --------- | ------- | -------- | -------- | ---- |
| 21.05.1933 | Мадрид   | Контрола  | Испания | 13:0     | България | Да   |
| 18.12.1985 | Валенсия | Контрола  | Испания | 2:0      | България | Да   |
| 09.06.1996 | Лийдс    | Евр. п-во | Испания | 1:1      | България | Да   |
| 24.06.1998 | Лион     | Св. п-во  | Испания | 6:1      | България | Да   |
| 20.11.2002 | Гранада  | Контрола  | Испания | 1:0      | България | Да   |

- Официален сайт на ФИФА //   Посетен на 13 юли 2013.

## Отличия
| Състезание                                | 1  | 2  | 1  | Общо |
| ----------------------------------------- | -- | -- | -- | ---- |
| Световно първенство                       | 1  | 0  | 0  | 1    |
| Европейско първенство                     | 4  | 1  | 1  | 6    |
| Олимпийски игри 1                         | 1  | 2  | 0  | 3    |
| Купа на конфедерациите                    | 0  | 1  | 1  | 2    |
| Лига на нациите                           | 1  | 0  | 0  | 1    |
| Лигата на необикновените „Никола Николов“ | 1  | 0  | 0  | 1    |
| Универсиада 2                             | 1  | 0  | 0  | 1    |
| Средиземноморски игри                     | 2  | 1  | 2  | 5    |
| Общо                                      | 11 | 5  | 3  | 20   |

1 Националният отбор на олимпийските игри може да включва играчи на възраст до 23 години, с изключение на трима играчи, които могат да бъдат над тази възраст. В миналото е бил съставен от възрастни играчи или футболисти, които са любители.

2 Националният отбор на Универсиада включва само футболисти, които са студенти.